# Magosaburō Ōhara
Magosaburō Ōhara (大原 孫三郎, Ōhara Magosaburō), né le 28 juillet 1880 à Kurashiki, Okayama - mort le 18 janvier 1943 à Kurashiki, est un homme d'affaires et philanthrope japonais, fondateur en 1930 du musée d'art Ōhara. 

## Biographie
Le père de Magosaburo Ohara avait fondé avec quelques associés une entreprise de filature de coton, Kurashiki Bouseki, à l'époque où le gouvernement japonais encourageait la modernisation et l'industrialisation pour concurrencer les puissances occidentales.
En 1899, Magosaburo Ohara se convertit au christianisme après avoir rencontré Juji Ishii, un Japonais protestant, fondateur de l'orphelinat d'Okayama. 
Magosaburō Ōhara se joint à Kurabo Industries, nouveau nom de l'entreprise familiale, et en devient président en 1897. Il crée la Kurashiki Bank et fonde en 1926, afin de diversifier son activité textile,Kurashiki Kenshoku, une fabrique de soie artificielle qui deviendra la multinationale Kuraray. Il devient alors la personnalité la plus influente dans le monde des affaires du Kansai.
Après la pandémie de grippe espagnole de 1918, au cours de laquelle de nombreuses victimes succombent faute de traitement médical,  Magosaburo investit massivement pour créer un hôpital ultramoderne qui offrirait à tous, et pas seulement à ses employés, un traitement de haute qualité, l'hôpital central de Kurashiki.
Il fonde trois institutions de recherche : l'Institut Ohara pour la recherche sociale, puis dans l'Institut de recherche agricole Ohara et l'institut de recherche scientifique du travail Kurashiki. 
En 1945, il a construit le Ohara Museum of Art, le premier musée d'art à grande échelle du Japon, et collectionne des chefs-d'œuvre occidentaux. Il deviendra le mécène de peintres tels que Torajiro Kojima et Riichiro Kawashima. 
Il a également fondé la fondation Kurashiki, qui accorde des bourses d'études.
Il décède dans sa ville natale de  Kurashiki en 1943, à l'âge de 63 ans. Toutes les institutions qu'il a créées fonctionnent encore au XXIe siècle.
Son fils Soichiro Ohara (1909-1968) poursuit son œuvre entrepreneriale, philanthropique et sociale, et sera appelé à de hautes fonctions dans les organisations patronales, notamment celui de président de l'Association des cadres d'entreprise du Kansai et de directeur général et vice-président de la Fédération des entreprises japonaises, communément appelée Keidanren.